# Municipio de Sargent (Misuri)
El municipio de Sargent (en inglés: Sargent Township) es un municipio ubicado en el condado de Texas en el estado estadounidense de Misuri. En el año 2010 tenía una población de 383 habitantes y una densidad poblacional de 4,16 personas por km².

## Geografía
El municipio de Sargent se encuentra ubicado en las coordenadas 37°4′55″N 91°59′57″O / 37.08194, -91.99917. Según la Oficina del Censo de los Estados Unidos, el municipio tiene una superficie total de 92.11 km², de la cual 92,07 km² corresponden a tierra firme y (0,04 %) 0,04 km² es agua.

## Demografía
Según el censo de 2010, había 383 personas residiendo en el municipio de Sargent. La densidad de población era de 4,16 hab./km². De los 383 habitantes, el municipio de Sargent estaba compuesto por el 94,78 % blancos, el 0,52 % eran afroamericanos, el 1,31 % eran amerindios, el 1,04 % eran asiáticos y el 2,35 % eran de una mezcla de razas. Del total de la población el 0 % eran hispanos o latinos de cualquier raza.